# Agua de Annique
Agua de Annique (también conocida como Anneke van Giersbergen and Agua de Annique)  es un grupo de rock alternativo holandés formado por la cantante Anneke van Giersbergen en 2007, en la localidad de Oss. En esencia, es un grupo conceptual en solitario de van Giersbergen.

## Historia
Después de ser la exitosa cantante de The Gathering durante 13 años, Anneke decidió poner en marcha sus propios proyectos y rodearse de amigos músicos. De esta alianza nació su grupo, Agua de Annique. 
El primer álbum, Air, fue lanzado a finales de octubre de 2007 e incluye las primeras composiciones de Anneke y una versión de "Come Wander With Me", original de Bonnie Beecher. También invitó a su amiga Kristin Fjelltseth, firmando un título y voz de acompañamiento en la canción "Lost and Found". 
A principios de 2009, Pure Air hizo su aparición, esta vez bajo el nombre de "Anneke van Giersbergen con Agua de Annique". Esta segunda grabación es un poco especial, ya que presenta algunos títulos con el concepto de aire. Consiste de una recopilación de su álbum anterior, junto con canciones de Anneke con otros artistas, tales como Within Temptation y versiones acústicas de otras cacniones, entre ellas  "Ironic" de Alanis Morissette. Anneke se rodeó de reconocidos artistas como Danny Cavanagh, Niels Geusebroek, Marike Jager, Kyteman, Arjen Lucassen, John Wetton y Sharon den Adel. 
El segundo álbum del grupo (con el nombre de Anneke van Giersbergen and Agua de Annique), fue In Your Room, lanzado en octubre de 2009. El primer sencillo se titula "Hey Okay!". 
En 2010, se lanzó el primer álbum de la formación en directo, titulado Live in Europe. 
El 20 de enero de 2012, Anneke publicó su primer álbum en solitario, llamado Everything Is Changing, con su primer vídeo "Take Me Home", contando con la colaboración de otros músicos de estudio.

## Miembros
- Anneke Van Giersbergen: voz, piano
- Joris Dirks: guitarras, voz
- Jacques de Haard : bajo
- Rob Snijders : batería

## Discografía

### Álbumes de estudio
- Air (#89 Pays-Bas) (2007)
- Pure Air (#42 Paísies Bajos, 2009)
- In Your Room (#31 Países Bajos, 2009)

### Conciertos
- Live in Europe (2010)

### Sencillos
- "Day After Yesterday" (2007)
- "Come Wander With Me" (2008)
- "The Blower’s Daughter" (2009)
- "Hey Okay!" (2009)
- "Sunny Side Up" (2010)